# Virgil Preda
Virgil Preda (2 septembrie 1923, București- 23 octombrie 2011, București) a fost un pictor român și o personalitate de prim rang a artei plastice românești. Pictura lui Virgil Preda reunește semne și inscripții, simboluri ale deschiderii, eliberării de restricțiile telurice, ilustrând o exemplară libertate a gândirii. Întreaga operă creată de Virgil Preda poartă în ea vocația lirică a picturalului. Opera artistică a pictorului Virgil Preda cuprinde lucrări realizate în diferite tehnici: desen, pictură, colaj.

## Studii
- Absolvent al Academiei Libere de Artă „Guguianu”,București cu Camil Ressu în 1948.
- Studii la Facultatea de drept din București 1943 -1947.

## Debut
- În 1962, la Salonul Republican, dată de la care participă la numeroase saloane municipale și republicane.

## Expoziții personale în țară
- 1965 Expoziție de pictură Galeria Galateea București
- 1969 Expoziție de pictură Galeria Orizont București
- 1975 Expoziție de pictură Galeria Eforie București
- 1978 Expoziție de pictură Galeria Eforie București
- 1983 Expoziție de pictură Institutului Italian de Cultură din București
- 1985 Expoziție de pictură Galeria Orizont București
- 1994 Expoziție de pictură Galeria "Simeza", București
- 1996 Expoziție de pictură Galeria de pictură a Ambasadei Braziliei din București
- 2001 Expoziție de pictură Galeria "Simeza", București

## Expoziții personale în străinătate
- 1977 Expoziție de pictură Galeria "Raffadali", Raffadali, Italia
- 1979 Expoziție de pictură Galeria Romano, Palemo, Italia, Expoziție de pictură - L'lnstitut francais de Palermo - Italia

## Expoziții de grup în țară și străinătate
- 1971 Galeria Apollo București
- 1983 Galeria Căminul Artei București
- 1984 Galeria Eforie București
- 1986 Galeria Orizont București
- 1965 Expoziție "Metafora" Szczecin Polonia
- 1968 Expoziție de artă românească Orly Franța
- 1969 Expoziție Praga Cehoslovacia
- 1973 Expoziție de artă românească Veneția Italia
- 1975 Expoziție de artă românească Tokio - Japonia
- 1984 Expoziție de artă românească Academia Romena di Cultura Roma Italia
- 1985 Expoziția de pictură: atitudini dialog Galeria "Orizont", București
- 1992 - Expoziție de artă românească Galeria Steven Metzier Denver Colorado S.U.A.

## Lucrări în colecții particulare din România și din străinătate
- România, Franța, Germania, Italia, Belgia,  Ungaria, Japonia, S.U.A.

## Afilieri
- Membru al Uniunii Artiștilor Plastici

## Etapele creației
- Prima a fost perioada post-impresionistă, între anii 1960 și 1985,
- A doua  între 1985 și 1988,
- A treia 1988 până în prezent, etapa abstractă,(modalitatea de exprimare abstracta in mod intuitiv).

## Opera
- Când fiecare pictor se străduie să se impună pe piața artei, revenind la peisaj, la natură statică, la nud cu îndârjirea productibilității contra valută, să pictezi așa cum face Virgil Preda , semne, litere inexistente..., să te bucri de echilibrul aproape neștiut ce se naște din contrapunctul unei linii drepte cu o curbă, este, fără indoială semnul unei inocențe nemăsurate și al unui fanatism pătimaș, un fapt admirabil și totodată stingheritor.
- Graba lui Virgil Preda de a trece peste imagini este un anume fel de lectură grație cărea liniile și petele se joacă de-a fața ascunselea, de-a labirintul, de-a zigzagul, de-a sensul-nonsensul, de-a fie ce-o fi, de-a răsturnarea...
- Virgil Preda vrând nevrând este un practicant al Cultului Zen, inutilul fiind ridicat la rangul de supremă eficiență, iar inexistentul la rang de obiect al extazului. Caligrafia unui semn care nu spune nimic, decât aceea că există, fără să denumească ceva anume, devine astfel o îndeletnicire, o virtuozitate în sine, din care au fost eliminate intențiile, înțelesurile și subânțelesurile, nevoia de mesaj..
- Virgil Preda pictează mesajul căruia nu i-a fost încă născocit mijlocul de comunicare, sau deopotrivă el pictează actul comunicării căruia nu i s-a inventat nici subiectul, nici efectul.
- Virgil Preda pictează într-un fel eternitatea, din pictura sa înțelegeți ce vreți și cât puteți..
- Dincolo de limitele noastre, ale timpului, pictura sa rămâne o mărturie a unui efort făcut din plăcerea efortului și cu scopul tainic de a consemna mobilul și sensul acestui efort. Arta lui Virgil Preda, text de Paul Chitic  Paul Chitic

## Demersul plastic Compoziții - Inscripții
- Mi-a venit intuitiv în minte să urmez traiectoria unor desene făcute de copii pe zidurile unor blocuri din Budapesta, ca un fel de început primar de scriere, care nu era  un albabet al unei limbi, ci pur și simplu niște scrieri elementare, compuse din linii și pete de culoare, în care ritmul pe care îl creează vectorii respectivi dau un anumit sens unei compoziții, care compun un poem simfonic, poem plastic în care intervine mișcarea conștientă de a realiza un complex de forme în care aleatoriul se combină cu elementul de control,(conștient).Demersul plastic Compoziții- Inscripții, Virgil Preda în dialog cu Vasile Mureșan Murivale, 2008 Virgil Preda

## Mărturisire
- Repertoriu de semne din pictura mea nu are o semnificație filozofică propriu-zisă. Mesajul lor este eminamente plastic. Am folosit o aluzie geometrică, să spunem calmă, epurată, aeriană, care uneori are un aspect sacru. Simt că această aluzie geometrică vine din afara ființei mele și că mă apropie de privirea lui Dumnezeu.
- Pentru mine, culoarea are aceeași importanțăa ca și forma, pentru ca lucrez cu linii și benzi de culoare. Acestea impreună formeaza o unitate. Culoarea capată și ea puritate contopindu-se cu simplitatea formelor.
- Există o foame de spațiu în picturile mele; există un spațiu neconform cu pictura clasică figurativă deoarece noțiunile de cer și pământ, de stânga și dreapta, sus și jos sunt desfiintate, pentru a realiza o uniformitate spațială în toate sensurile. Îmi place să-mi închipui că locuiesc sufletește în arhitecturile care plutesc în dimensiunile pânzelor mele. Port în adâncul sufletului meu nostalgia Paradisului Pierdut, a spațiului în care, cândva, primii oameni trăiau fericiți, necunoscând apăsarea timpului pământean. Când pictez, îmi amintesc cele scrise în *Evanghelia dupa Ioan în Biblie: 'La început era Cuvantul și Cuvantul era Dumnezeu'. Cer iertare lui Dumnezeu dacă gândesc că umbra cuvantului a fost semnul, inscripția de început!
- Am considerat și continuu să cred că expozițiile constituie confruntări, dialoguri cu publicul, care este divers. Artistul se adresează în egală măsura atât inițiaților, cât și celor mai nesofisticați iubitori de artă.Virgil Preda, Mărturisire Virgil Preda, Mărturisire